# Друго финале
Друго финале је документарни филм из 2003. године који је режирао Јохан Крамер. Радња филма је о фудбалској утакмици између Бутана и Монсерата, две најслабије пласиране репрезентације на свету. Меч је одигран на националном стадиону Чанглимитанг, а Бутан је победио са 4:0.

## Позадина
Филм је направљен након што Фудбалска репрезентација Холандије није успела да се квалификује на Светско првенство у фудбалу 2002. године. Холанђанин Матијас де Јонг није могао да навија за Холандију током Светског првенства, па је одлучио да направи документарац о тимовима који су били слабији од Холандије, а изабрао је ове две репрезентације. Меч је одигран на исти дан када се на светском првенству играло финале Бразил - Немачка.

## Ликови
Међу онима који су интервјуисани у филму су:
- Вангај Дорџи - капитен репрезентације Бутана
- Џигме Тинли - премијер Бутана

## Резултат утакмице
| Бутан                                     | 4:0 | Монсерат |
| ----------------------------------------- | --- | -------- |
| Вангај Дорџи 4’ 67’ 78’ · Динеш Четри 76’ |     |          |

## Награде
Филм је освојио две награде:
- Најбољи документарни филм на Авињонском фестивалу (2003)
- Специјална награда на међународном филмском фестивалу на Бермудама (2003)